# St Andrews Castle

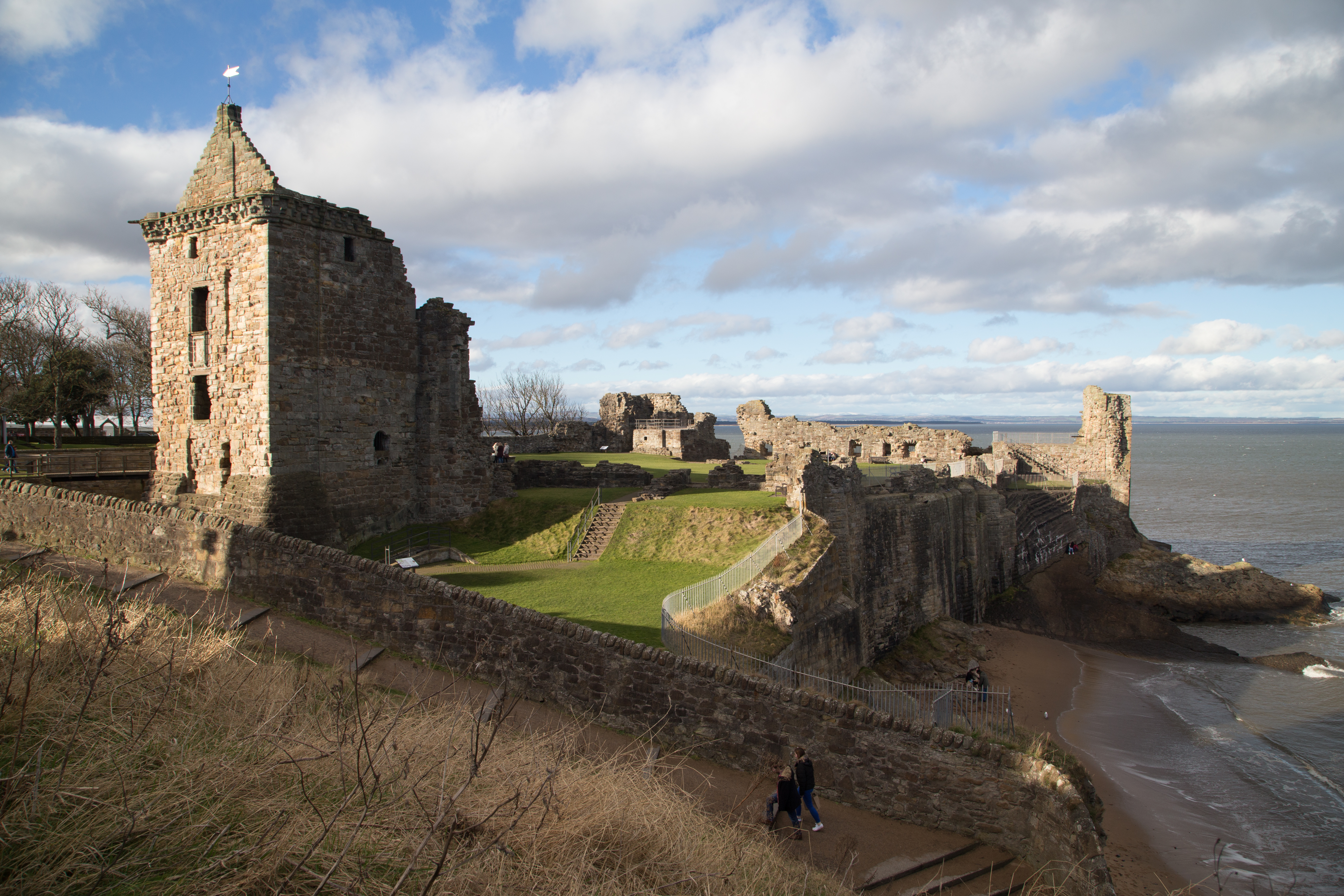
Ruinen von St Andrews Castle

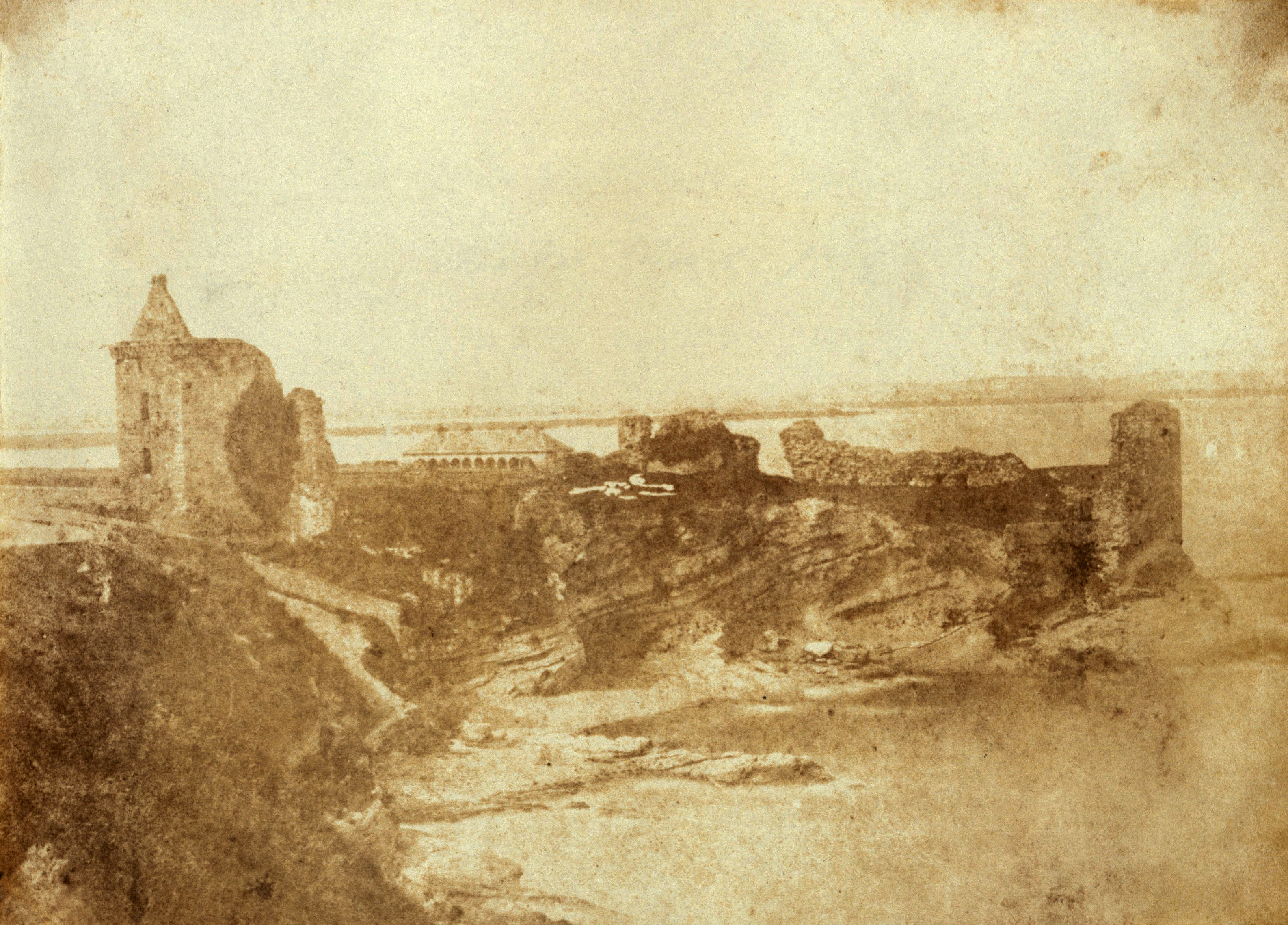
Foto von St Andrews Castle von Robert Adamson (1843/1844)

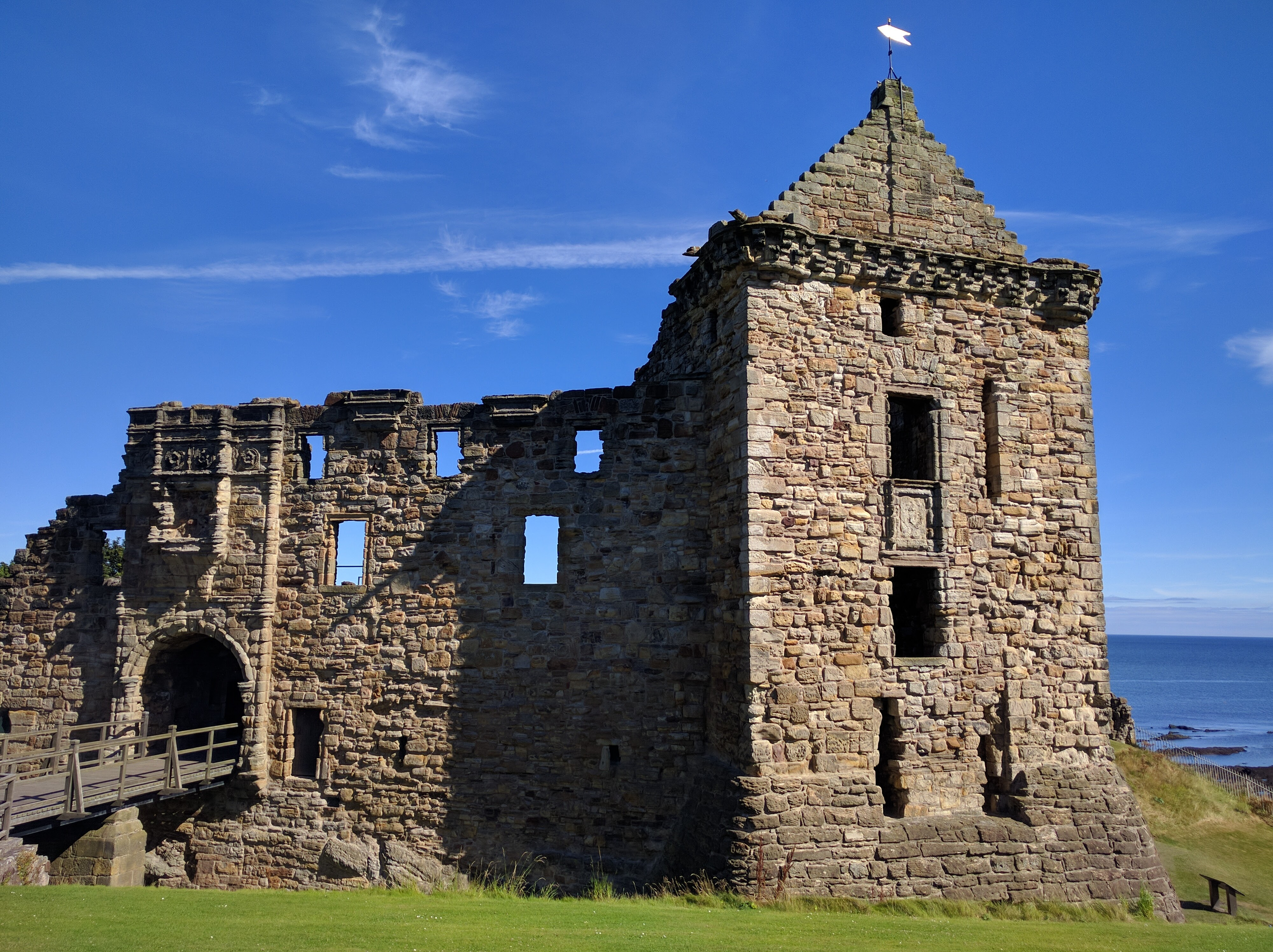
St Andrews Castle von vorne

St Andrews Castle ist eine Burgruine in der kleinen Küstenstadt St Andrews in der schottischen Council Area Fife. Die Ruine liegt auf einer felsigen Landspitze über einem kleinen Strand namens Castle Sands an der angrenzenden Nordsee. Vermutlich wurde die Burg von Bischof Roger of Leicester gegen Ende des 12. Jahrhunderts errichtet. In der Burg wohnten die reichen und mächtigen Bischöfe der Stadt, während St Andrews seit den Jahren vor der Reformation das kirchliche Zentrum Schottlands war. In ihren lateinischen Chartas beschrieben die Erzbischöfe von St Andrews die Burg als ihren Palast und zeichneten mit den Worten „apud Palatium nostrum“.
Die Anlage ist als Scheduled Monument denkmalgeschützt. Das Burggelände wird heute von Historic Scotland verwaltet. Man gelangt durch ein Besucherzentrum dorthin, in dem die Geschichte der Burg dargestellt ist. Einige der besterhaltenen behauenen Fragmente der Burg sind dort ausgestellt. Auch einen Andenkenladen findet man dort.

## Schottische Unabhängigkeitskriege
In den schottischen Unabhängigkeitskriegen wurde die Burg mehrmals zerstört und wieder aufgebaut; zwischen den Schotten und den Engländern wechselte häufig der Besitz. Bald nach der Eroberung von Berwick 1296 durch die Truppen Eduards I. von England wurde die Burg von den Engländern eingenommen und 1303 für den Besuch des englischen Königs vorbereitet. 1314 aber, nach dem schottischen Sieg in der Schlacht von Bannockburn, eroberten die Schotten die Burg zurück und Bischof William de Lamberton, Guardian of Scotland und treuer Unterstützer des schottischen Königs Robert the Bruce, ließ sie reparieren. In den 1330er-Jahren hatten die Engländer St Andrews Castle erneut erobert und ihre Verteidigungsanlagen 1336 verstärkt, was aber nichts nützte. Sir Andrew de Moray, Reichsverweser von Schottland in Abwesenheit König Davids II., nahm sie nach einer drei Wochen andauernden Belagerung erneut ein. Bald danach, in den Jahren 1336 und 1337, wurde sie von den Schotten zerstört, damit sie die Engländer nicht nochmals als Festung nutzen konnten.
St Andrews Castle blieb eine Ruine, bis Bischof Walter Trail sie an der Wende zum 15. Jahrhundert neu aufbauen ließ. Seine Burg ist die Basis dessen, was man heute sehen kann. Er schloss die Bauarbeiten um 1400 ab und starb bereits 1401 in den Mauern seiner neuen Burg.

## Königliche Bewohner
Etliche bekannte Männer verbrachten in den folgenden Jahren Zeit in der Burg. König Jakob I. (1406–1437) erhielt einen Teil seiner Erziehung durch Bischof Henry Wardlaw, der 1410 die University of St Andrews gründete. Ein späterer Bewohner, Bischof Jakob Kennedy, war der treue Berater von König Jakob II. (1437–1460). 1445 wurde König Jakob III. auf der Burg geboren.

## Nutzung als Gefängnis
In diesen Jahren war die Burg auch ein berüchtigtes Gefängnis. Das Verlies ist ein dunkles, unbelüftetes Loch, das aus dem gewachsenen Fels unter dem Nordwestturm gehauen wurde. Dort saßen örtliche Übeltäter, die unter die Rechtsprechung des Bischofs fielen, sowie verschiedene, prominentere Häftlinge, wie 1402 David Stewart, 1. Duke of Rothesay, 1425 Murdoch Stewart, 2. Duke of Albany, und Erzbischof Patrick Graham, den man für geisteskrank hielt und eventuell in dieser Burg einsperrte, der aber 1478 als Gefangener schließlich auf Loch Leven Castle verstarb.

## Reformation und Belagerung
Während der schottischen Reformation wurde St Andrews Castle zu einem Zentrum religiöser Verfolgung und religiösen Disputs. Der schottische Reformer John Knox schrieb im Hinblick auf das Verlies: „Viele von Gottes Kindern wurden hier eingesperrt.“ 1521 wurde James Beaton, damals Erzbischof von Glasgow, auch zum Erzbischof von St Andrews ernannt und zog in die Burg ein. Beaton ließ die Verteidigungsanlagen so abändern, dass die Burg auch einer schweren Artillerieattacke standhalten konnte, wovor man Angst hatte, als die Spannungen zwischen den englischen Protestanten und den schottischen Katholiken wuchsen. 1538 folgte James Beaton sein ehrgeiziger und reicher Neffe David Beaton nach. Kardinal David Beatons ausgeprägte Gegnerschaft gegen die Heirat von Maria Stuart mit Prinz Eduard von England (später König Eduard VI.), dem Sohn und Erben des englischen Königs Heinrichs VIII., sorgte dafür, dass 1544 neue Kämpfe zwischen den beiden Völkern aufflammten.

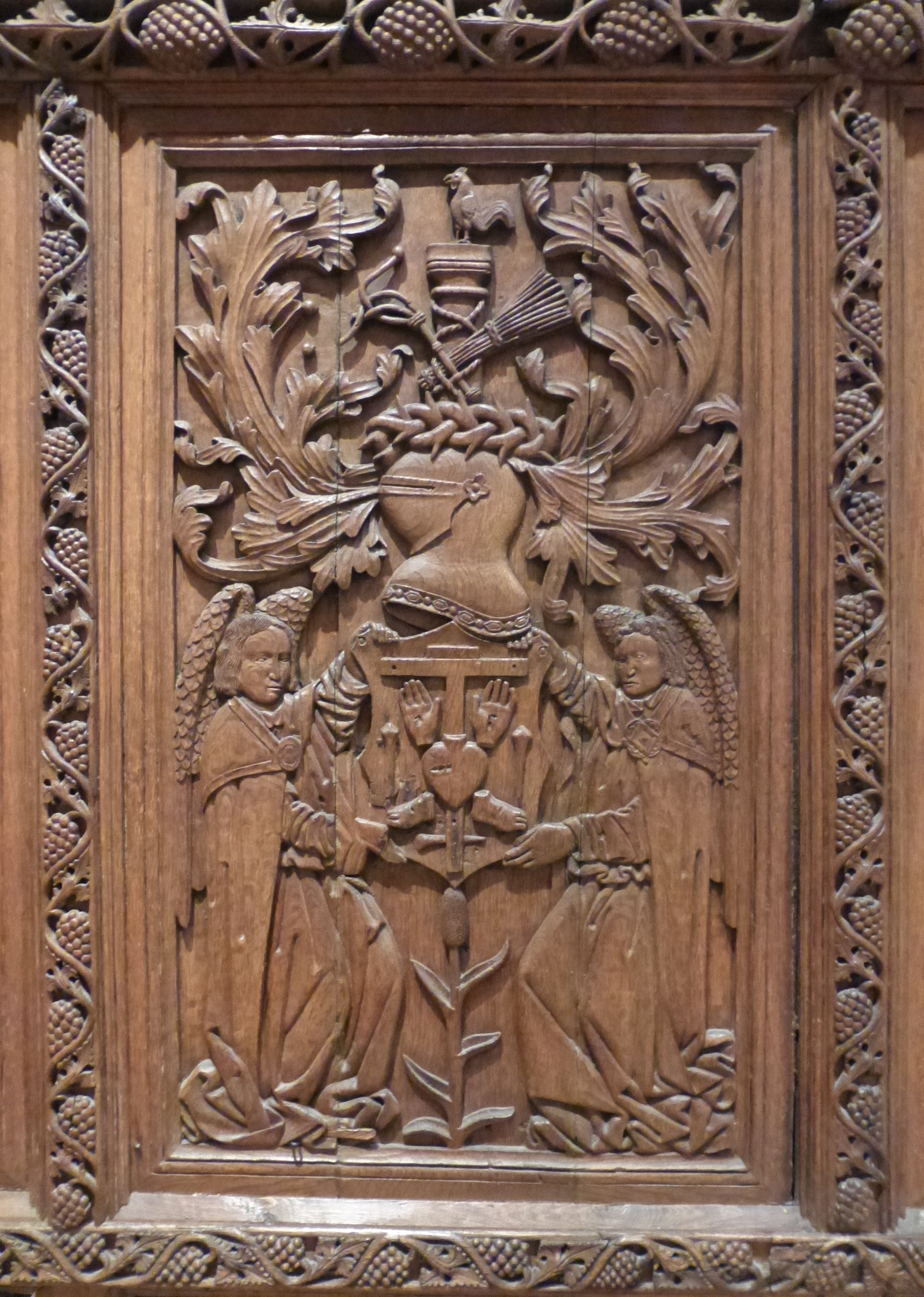
Beatons Wappen auf einem Schild, das vermutlich aus seinen Privaträumen in der Burg entfernt wurde.

Schottische Protestanten wurden zunehmend als gefährliche Wendehälse angesehen, die mit den Engländern gemeinsame Sache machten. 1546 ließ David Beaton den protestantischen Prediger George Wishart (1513–1546) in den Sea Tower der Burg einsperren und ihn am 1. März vor den Burgtoren auf dem Scheiterhaufen verbrennen. Heute erinnern seine Initialen an den Ort seines Todes. Im Mai desselben Jahres konspirierte Wisharts Freund gegen den Kardinal. Am 26. Mai erlangten die Rebellen Zugang zur Burg, indem sie sich als Maurer ausgaben, als Bauarbeiten im Gange waren. Nachdem sie die Garnison überwältigt hatten, ermordeten sie Kardinal Beaton und ließen seine Leiche aus einem Fenster an der Frontfassade der Burg hängen.
Nach dem Mord suchten die Protestanten Zuflucht auf der Burg und bildeten die erste protestantische Kongregation in Schottland. Eine lange Belagerung von St Andrews Castle wurde vom schottischen Reichsverweser, James Hamilton, 2. Earl of Arran, angeordnet. Im Oktober 1546 versuchten die Angreifer, die Burg zu unterminieren, aber die Verteidiger gruben erfolgreich eine Gegenmine. Sowohl die Mine der Angreifer als auch die Gegenmine wurden durch gewachsenen Fels gemeißelt. Sie wurden 1879 wiederentdeckt und sind heute öffentlich zugänglich. Lord Arran hörte, dass eine englische Armee unterwegs sei, um die Burg zu entsetzen und bat Lairds von Fife, wie John Wemyss, am 4. November 1546 zu kommen und ihre Gefolgsleute und jegliche Artillerie mitzubringen, die geeignet wäre, um einer Invasion von See her zu widerstehen. Auch wenn der englische König Heinrich VIII. Pläne schmiedete, die Protestanten in der Burg zu unterstützen, so wurde die Invasion doch niemals realisiert, und sein Sohn, Eduard VI., sendete keine Hilfe.

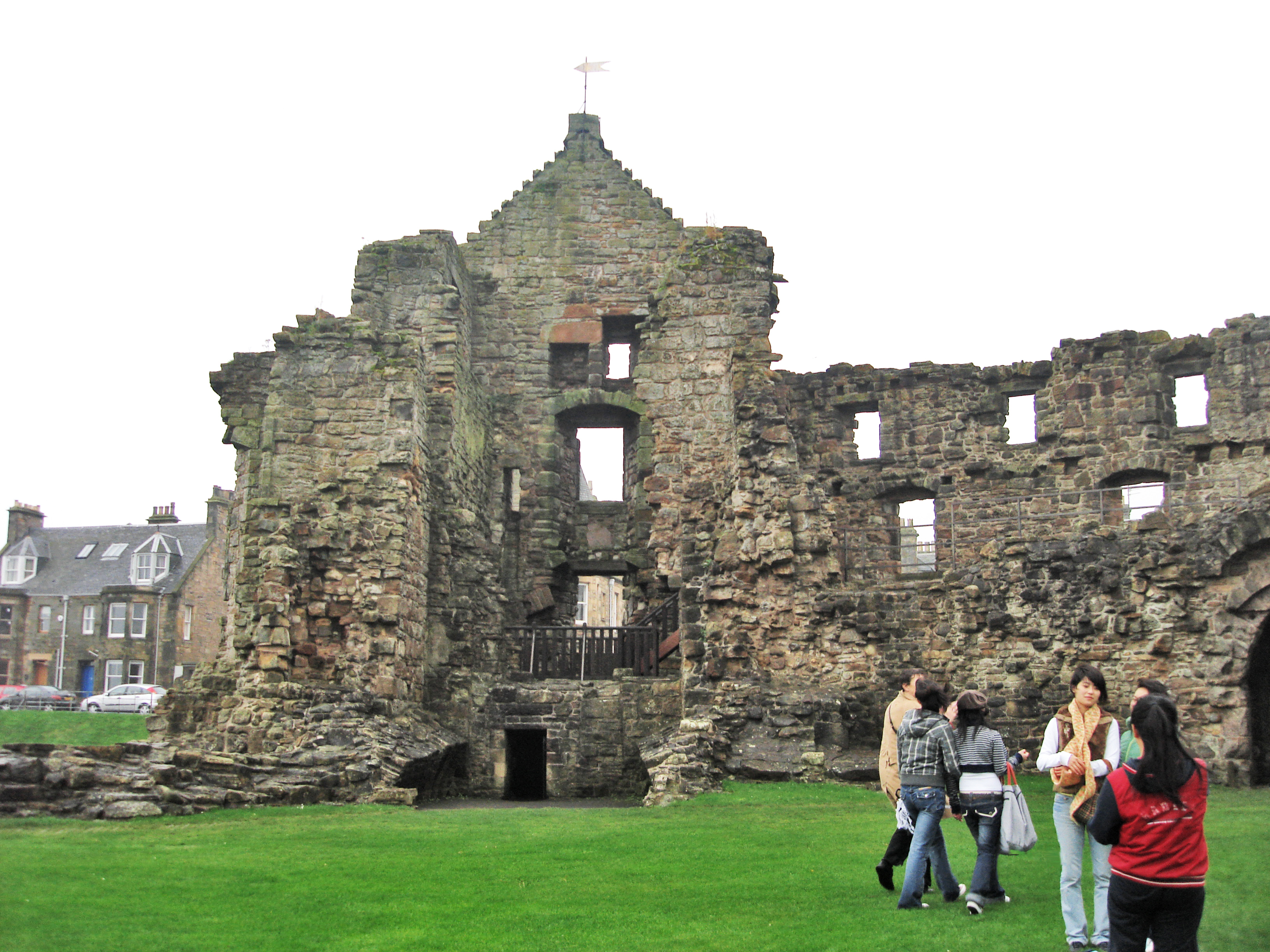
Blick vom Burghof von St Andrews Castle

Während eines Waffenstillstandes im April 1547 begab sich John Knox in die Burg und diente der Garnison als Prediger bis zum Ende der Belagerung. Eine Zeitlang war es Knox erlaubt, von der Burg in die Pfarrkirche der Stadt zu gehen, um dort zu predigen. Dieses friedvolle Zwischenspiel kam aber zu einem Ende, als eine französische Flotte ankam und den italienischen Ingenieur Leone Strozzi brachte, der ein zerstörerisches Artilleriebombardement einleitete, um die protestantischen Lairds zu vertreiben. Die Lairds wussten, dass ein Expert zu Gange war, als ihr eigener italienischer Ingenieur beobachtete, wie eine Kanone mit Seilen in Position gezogen wurde, anstatt die Besatzer dem feindlichen Feuer auszusetzen. Geschütze wurden auch auf dem St Salvator’s Tower und dem Turm der St Andrews Cathedral platziert. Eine der größten schottischen Kanonen hieß Thrawynmouthe. St Andrews Castle war bald nicht mehr zu verteidigen – innerhalb von sechs Stunden, laut Robert Lindsay of Pitscottie. Die geschlagenen Protestanten wurden abgeführt: Einige wurden in Frankreich eingesperrt, während andere, auch Knox, zum Dienst auf den Galeeren verurteilt wurden.

## Niedergang und heutiger Zustand
Nach dieser protestantischen Niederlage wurde St Andrews Castle auf Geheiß von Erzbischof John Hamilton, dem illegitimen Bruder von James Hamilton, 2. Earl of Arran, und Nachfolger von Kardinal Dr. David Beaton als Reichsverweser, wiederaufgebaut. Aber nach seinem Tod 1571 war die Burg hauptsächlich von einer Reihe von Konstablern bewohnt. 1606 trennte das schottische Parlament die Burg vom Erzbistum ab und verlehnte sie an den Earl of Dunbar, der seit 1603 dort Konstabler war. 1612 wurde die Burg an Erzbischof George Gladstanes zurückgegeben, aber weitere Versuche der Erzbischofs, seine früheren Ländereien zurückzuerhalten, scheiterten. Mit der folgenden Reformation in Schottland wurde das Amt des Bischofs immer mehr ausgezehrt, bis es schließlich 1689 vom englischen König Wilhelm III. abgeschafft wurde. Ohne seine frühere Funktion verfiel die Burg schnell. 1656 war sie bereits so verfallen, dass die Stadtverwaltung die Nutzung seiner Baumaterialien zur Ausbesserung des Piers anordnete. Die wichtigsten Überreste sind ein Teil der Südmauer mit einem Turm mit quadratischem Grundriss, das Verlies, der Küchenturm, sowie die unterirdische Mine und ihre Gegenmine. 2019 wurde St Andrews Castle von rund 89.000 Personen besucht. 2024 betrug die Besucherzahl etwa 73.000 Personen.